# 諾蘭·傑拉德·馮克
諾蘭·傑拉德·馮克（Nolan Gerard Funk，1986年7月28日—）是加拿大的一位演員、歌手和舞者。他最著名的作品是在歡樂合唱團中飾演Hunter Clarington角色。

## 外部連結
- 諾蘭·傑拉德·馮克在互联网电影资料库（IMDb）上的資料（英文）